# Anigozanthos humilis
Anigozanthos humilis es una especie de plantas del género Anigozanthos. Se trata de una especie endémica de Australia con distribución nativa en el estado de Australia Occidental. Recibe el nombre coloquial de catspaw. 

## Descripción
Se considera una especie rizomatosa perenne. La altura que puede alcanzar entre 0,1 m a un metro. El tallo es erecto, con racimos simples o ramificados. Las flores presentan varios colores: amarillo, naranja y rojo. La floración tiene lugar entre los meses de julio y octubre. Los suelos en los que se desarrolla son el loam arenoso, así como arcillosos, arenosos, lateríticos o de piedra caliza. En cualquier caso el suelo debe tener un buen drenaje, y debe encontrarse en una posición soleada.
La especie Anigozanthos humilis es ampliamente cultivada, incluso en lugares cálidos con presencia de humedad (no obstante en estos lugares no suelen vivir más allá de cinco años). No requiere de poda, y es considerablemente resistente a plagas y fitopatologías.